# سيمون فيري
سيمون فيري (بالإنجليزية: Simon Ferry) هو لاعب كرة قدم بريطاني، ولد في 11 يناير 1988 في دندي في المملكة المتحدة. شارك مع منتخب اسكتلندا تحت 19 سنة لكرة القدم. أما مع النوادي، فقد لعب مع سويندون تاون ونادي بورتسموث ونادي دندي ونادي سلتيك.

## وصلات خارجية
- سيمون فيري على موقع قاعدة بيانات كرة القدم.إي يو (الإنجليزية)
- سيمون فيري على موقع Soccerbase.com (لاعب) (الإنجليزية)
- سيمون فيري على موقع Soccerway.com (الإنجليزية)